# يوجين ماكغفرن
يوجين ماكغفرن (بالإنجليزية: Eugene McGovern)‏ هو لاعب اتحاد الرغبي أيرلندي، ولد في 25 مايو 1982 في كوفنتري في المملكة المتحدة.